# Saint-Denis-du-Payré
Saint-Denis-du-Payré is een gemeente in het Franse departement Vendée (regio Pays de la Loire) en telt 338 inwoners (1999). De plaats maakt deel uit van het arrondissement Fontenay-le-Comte.

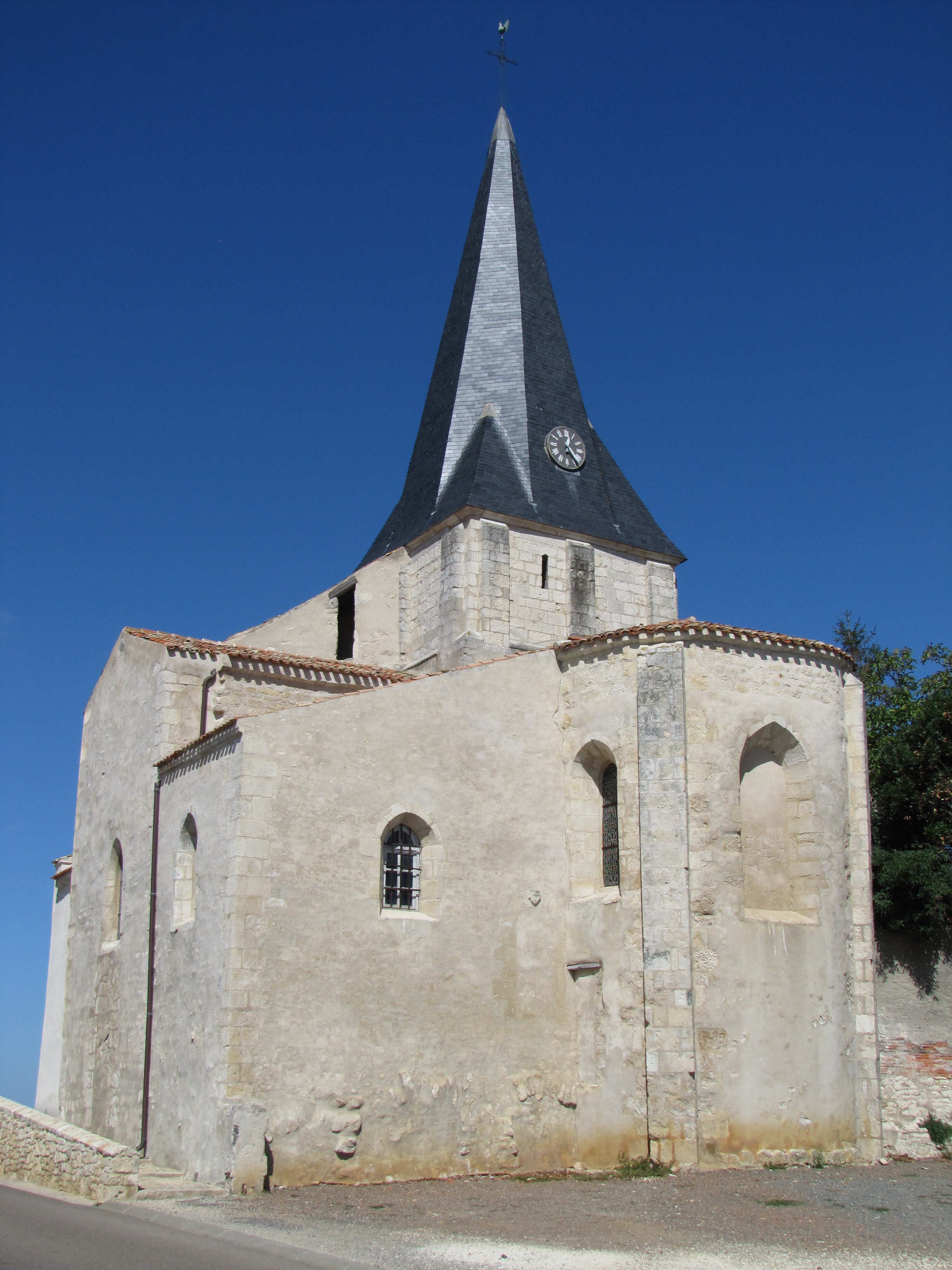
Kerk van Saint-Denis-du-Payré

## Geografie
De oppervlakte van Saint-Denis-du-Payré bedraagt 16,1 km², de bevolkingsdichtheid is 21,0 inwoners per km².
De onderstaande kaart toont de ligging van Saint-Denis-du-Payré met de belangrijkste infrastructuur en aangrenzende gemeenten.

## Demografie
Onderstaande figuur toont het verloop van het inwonertal (bron: INSEE-tellingen).

1. ↑  Populations de référence 2022.